# フェルナンド・ロッチ
- フェルナンド・ロッチ
- フェルナンド・ロイグ

フェルナンド・ロッチ・アルフォンソ（Fernando Roig Alfonso、1947年6月25日 - ）は、スペイン・バレンシア出身の実業家。世界的タイルメーカーのパメサ・セラミカの会長である。プロバスケットボールリーグリーガACBの強豪パメサ・バレンシアの会長。プロサッカーリーグリーガ・エスパニョーラ・プリメーラ・ディビシオンのビジャレアルCFの会長。ニックネームはプレシ。
1994年から1997年までバレンシアCFの会長を務めたフランシスコ・ロッチはフェルナンドの実兄である。以前はフェルナンドもバレンシアCFの大株主であった。妻は画家のエレナで、2人の子どもがいる。

## ビジャレアルCFに関する年表
バレンシアCFのファンであったが、パメサ・セラミカの工場がヴィラ＝レアルにあったことや、知人に請われたことなどから、1997年にビジャレアルCFの経営権を取得した。ビジャレアルはそれまでに一度もプリメーラ・ディビシオン（1部）に在籍した経験がなかったが、就任会見で「3年以内にプリメーラ・ディビシオンに昇格し、いずれはUEFAチャンピオンズリーグに出場する」と公約した。下部組織の充実や練習環境の整備、移動用の専用機の購入などに着手し、1年で1部昇格という一つ目の目標をクリアした。2005-06シーズンにはUEFAチャンピオンズリーグに出場し、二つ目の目標をクリアしている。マヌエル・ペジェグリーニ監督による長期的なチーム作りを援助し（2004年-2009年）、ジュゼッペ・ロッシ、サンティ・カソルラの獲得など選手補強の面でも優れた手腕を発揮した。
- 1997年 ビジャレアルCFの会長職に就く
- 1997-98 プリメーラ・ディビシオン昇格
- 2003-04 UEFAカップベスト4
- 2004-05 プリメーラ・ディビシオン3位、UEFAカップベスト8
- 2005-06 UEFAチャンピオンズリーグベスト4
- 2007-08 プリメーラ・ディビシオン2位
- 2008-09 UEFAチャンピオンズリーグ出場